# Francisco Villa, La Trinitaria
Francisco Villa är en ort i Mexiko.   Den ligger i kommunen La Trinitaria och delstaten Chiapas, i den sydöstra delen av landet, 800 km sydost om huvudstaden Mexico City. Francisco Villa ligger 651 meter över havet och antalet invånare är 302.
Terrängen runt Francisco Villa är platt åt sydväst, men åt nordost är den kuperad. Runt Francisco Villa är det ganska glesbefolkat, med 42 invånare per kvadratkilometer. Närmaste större samhälle är La Trinitaria, 16,2 km nordost om Francisco Villa. I omgivningarna runt Francisco Villa växer huvudsakligen savannskog.